# Stavnebanan
Stavnebanan (norska: Stavnebanen) är en liten järnvägssträcka i Trondheim i Norge.

Linjekarta.

Den går från Stavne i västra delen av Trondheim, korsar älven Nidelva och därefter E6, innan den kommer till Lerkendal, den enda hållplatsen på sträckan. Vidare går järnvägen genom den 2,7 kilometer långa Tyholttunneln innan den kommer ut vid Leangen där Stavnebanan ansluter till Meråkerbanan mot Hell. 
Stavnebanan byggdes av tyskarna under andra världskriget för att få en alternativ järnvägssträcka för godståg utanför centrum av Trondheim i händelse av eventuellt sabotage. Den invigdes 1 juni 1957 och är ännu inte elektrifierad. Arbetet har påbörjats och beräknas klart år 2024.

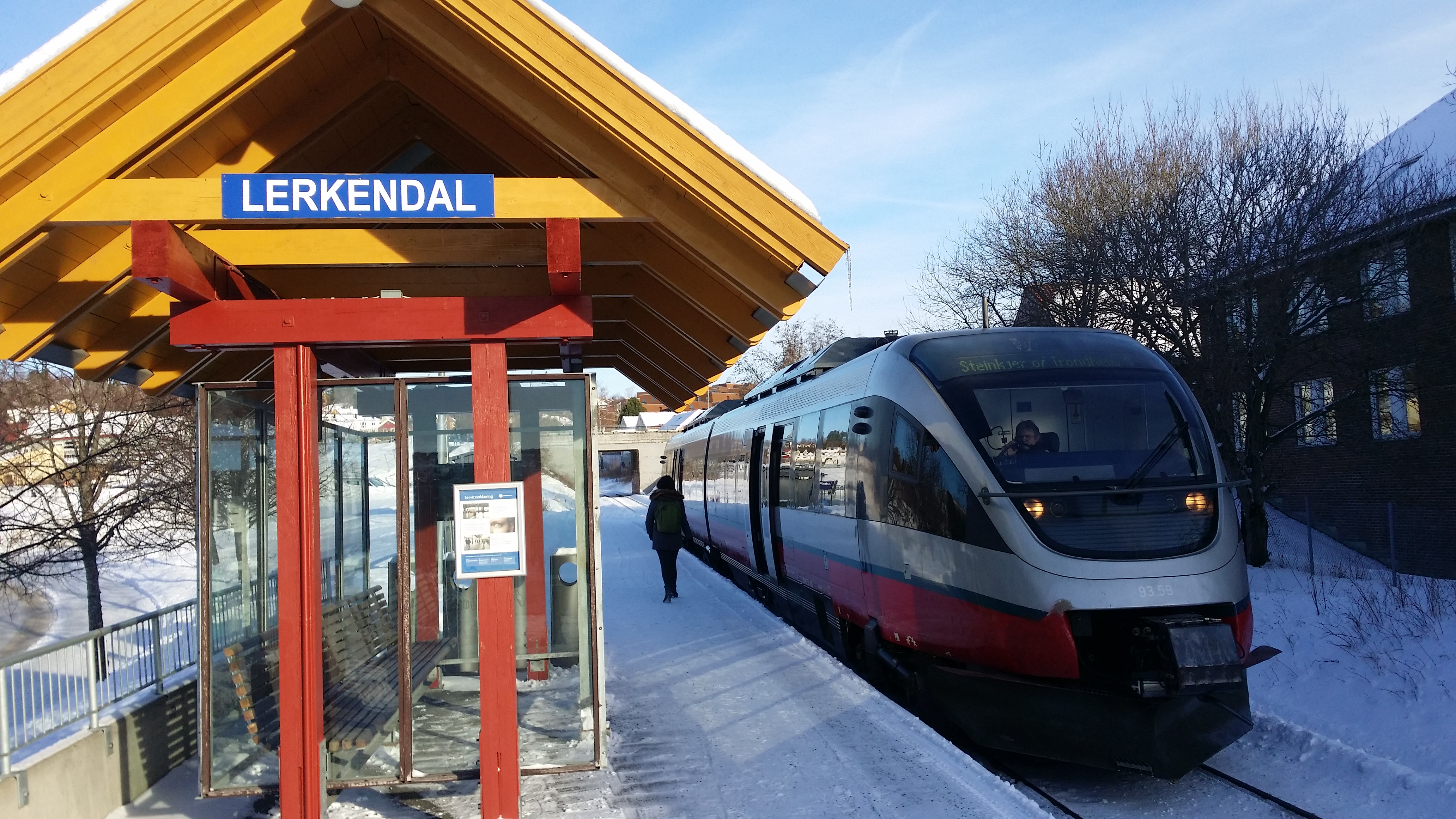
Lokaltåg på Lerkendals station.

Sträckan väster om Lerkendal fick persontrafik år 1988 och trafikeras dagligen av lokaltåg från Steinkjer. Genom Tyholttunneln går det inte längre någon fast trafik.